# Aleš Kočvara
Aleš Kočvara (* 18. prosince 1966) je český basketbalista hrající Národní basketbalovou ligu za tým BK Kondoři Liberec.
Je vysoký 207 cm, váží 106 kg.

## Kariéra
- 1995 - 1996 : BC Sparta Praha
- 1998 - 2003 : BVV Brno
- 2003 - 2005 : Houseři Brno

2005 - 2007 : BK Kondoři Liberec
2021 - dosud Ředitel v Základní škola, Želešice, Sadová viz zde  Archivováno 9. 3. 2022 na Wayback Machine.

## Statistiky
| Sezóna   | Soutěž      | Odehrané minuty | Průměr na zápas | Body | Průměr na zápas |
| -------- | ----------- | --------------- | --------------- | ---- | --------------- |
| 1998/99  | Mattoni NBL | 1082.1          | 29.2            | 510  | 13.8            |
| 1999/00  | Mattoni NBL | 1397.2          | 31.8            | 665  | 15.1            |
| 2000/01  | Mattoni NBL | 1514.7          | 33.7            | 788  | 17.5            |
| 2001/02  | Mattoni NBL | 968.0           | 27.7            | 534  | 15.3            |
| 2002/03  | Mattoni NBL | 1117.5          | 32.9            | 563  | 16.6            |
| 2003/04  | Mattoni NBL | 720.2           | 31.3            | 386  | 16.8            |
| 2005/06  | 2. liga     | 55.5            | 27.8            | 24   | 12.0            |
| 2006/07* | Mattoni NBL | 90.1            | 22.5            | 46   | 11.5            |

 *Rozehraná sezóna - stav k 20.1.2007